# تيمقاد (بلدية)
تيمقاد بلدة وبلدية تابعة لدائرة تيمقاد في ولاية باتنة بالجزائر.